# Пирожкова, Антонина Николаевна
Антони́на Никола́евна Пирожко́ва (1 июля 1909, Красный Яр, Златогорская волость, Мариинский уезд, Томская губерния, Российская империя — 12 сентября 2010, Сарасота, Флорида, США) — советский инженер-строитель. Гражданская супруга писателя Исаака Бабеля.

## Биография
Антонина Пирожкова родилась 1 июля 1909 года в селе Красный Яр Томской губернии.
После преждевременной кончины отца в 1923 году одновременно с учёбой работала репетитором по математике. В 1930 году окончила Сибирский Томский технологический институт им. Ф. Э. Дзержинского (ныне — Томский политехнический университет). Работала в конструкторском бюро Кузнецкстроя (Томский округ), а после переезда в Москву поступила в Метропроект (1934), впоследствии став главным конструктором этого института. Пирожкова была одной из первых, кто проектировал Московский метрополитен, в том числе станции «Маяковская», «Павелецкая», «Арбатская», «Киевская» и «Площадь Революции». Коллеги считали её одним из самых талантливых инженеров-проектировщиков.
Позднее преподавала на кафедре тоннелей и метрополитенов в МИИТе (Московский институт инженеров транспорта). Была соавтором первого и единственного учебника по строительству тоннелей и метрополитенов.
В 1932 году Антонина Пирожкова познакомилась с Исааком Бабелем, и спустя два года они стали жить вместе. Следуя революционным традициям того времени, брак они не зарегистрировали: впоследствии это принесло Антонине Николаевне некоторые бюрократические затруднения. Их дочь, Лидия Исааковна Бабель, родилась в 1937 году.
15 мая 1939 года в доме в Переделкине (посёлок советских писателей) Исаак Бабель был арестован сотрудниками НКВД. Ни мать писателя, ни Антонина Пирожкова не были извещены о его расстреле в тюрьме НКВД 27 января 1940 года. Раз за разом по каждому запросу, сделанному женой, следовал ответ, что её муж «жив и отбывает срок в заключении на стройках народного хозяйства в Сибири». Антонина Николаевна узнала о смерти Бабеля уже в 1954 году, только после смерти Сталина и последующей реабилитации писателя как незаконно репрессированного. Хотя перед этим на её очередной запрос о судьбе И. Бабеля получала стандартный официальный ответ из МГБ СССР, что её муж погиб во время работ в период войны в 1941 году, 17-го марта. Архив писателя, изъятый при аресте в его квартире, пропал без следа и до сих пор не обнаружен.
Будучи инженером-проектировщиком, Антонина Пирожкова в 1950-е годы участвовала в работах создания дворцов для курортных зон советского Кавказа.
Так и не вступая в повторный брак (до 1954 года она верила, что Бабель ещё жив), она стала собирать материалы по жизни и творчеству Исаака Бабеля. В 1972 году Антонина Пирожкова стала составителем сборника воспоминаний и материалов «Исаак Бабель. Воспоминания современников» (2-е издание — 1989), входила в Комиссию по литературному наследию Бабеля.
В 1996 году Пирожкова уехала в Соединённые Штаты Америки, чтобы быть рядом с любимым внуком, жившим тогда в городке Силвер-Спринг, штат Мэриленд. Одно время жила с дочерью в предместье Вашингтона, в последние годы жизни — во Флориде. Опубликовала книгу воспоминаний «На его стороне» о совместных годах жизни с писателем, которую начала готовить ещё в конце 1960-х в Советском Союзе, но считала, что цензура СССР не позволит публиковать в стране информацию об его аресте и расстреле. Книга была издана издательством Steerforth Press в переводе на английский язык: «At His Side: The Last Years of Isaac Babel» (1996). В 2001 году книга всё-таки была издана и на русском языке: «Семь лет с Исааком Бабелем» (издательство «Слово»/Word, город Нью-Йорк, США). Другая книга «О Бабеле — и не только о нём: Я пытаюсь восстановить черты (воспоминания)» вышла в московском издательстве АСТ в 2013 году, уже после смерти А. Н. Пирожковой (журнальная публикация — «Октябрь» № 9 и 12, 2011).
В июле 2010 года Антонина Пирожкова была приглашена на родину писателя, в Одессу, где должна была одобрить макет будущего памятника Исааку Бабелю, но приехать сама не смогла, общалась по переписке, с макетом памятника знакомилась по фотографиям. 12 сентября того же года она умерла в своём доме в городе Сарасота, штат Флорида в возрасте 101 года. О причинах её смерти официально не сообщалось.
4 сентября 2011 года, через год после смерти Антонины Николаевны, памятник Бабелю в Одессе был открыт. На церемонии присутствовали родные писателя — дочь Лидия, внук Андрей и правнук Николай.

## Семья
- Дочь — архитектор Лидия Исааковна Бабель (род. 1937).
  - Внук — театральный педагог, режиссёр, актёр и театровед Андрей Александрович Малаев-Бабель (род. 1967), выпускник Щукинского училища, профессор Нью Колледж Университета штата Флорида (г. Сарасота), постановщик картины «В поисках Бабеля» (2013), автор книги «Yevgeny Vakhtangov: A Critical Portrait» (Лондон—Нью-Йорк: Routledge, 2012)[10].

### Документальный фильм
- 2013 — В телецикле «Больше, чем любовь» канала «Культура»: «Исаак Бабель и Антонина Пирожкова» (реж. Александр Столяров)

## Сочинения
- Волков В. П. Наумов С. Н. Пирожкова А. Н. Тоннели и метрополитены (несколько изданий) — М.: Транспорт, 1975. Электронный ресурс: padabum.com Архивная копия от 29 июля 2014 на Wayback Machine
- Исаак Бабель. Воспоминания современников // сост. Пирожкова А. Н.; 2-е издание. — М., 1989.
- Antonina Pirozhkova. At His Side: The Last Years of Isaac Babel. — USA, Steerforth Press, 1996.
- Пирожкова А. Н. Семь лет с Исааком Бабелем. — New York: Слово/Word, 2001.
- Пирожкова А. Н. О Бабеле — и не только о нём: Я пытаюсь восстановить черты (воспоминания). — М.: АСТ, 2013.

## Комментарии
1. ↑  По информации внука А. А. Малаева-Бабеля, некой украинской журналисткой в 2010 году через издания «Известия» (киевская редакция газеты, затем московская) была опубликована заметка о якобы факте визита 100-летней А. Н. Пирожковой в Одессу; эти сведения (красивая сказка) до сих пор преподносятся в ряде российских (и иных русскоязычных) изданиях и Интернет-публикациях как реальный факт. На самом деле с 1996 года А. Н. Пирожкова территорию США ни разу не покидала[8].